# Christophe Capelle
Christophe Capelle (Compiègne, Picardia, 15 d'agost de 1967) és un ciclista francès, que fou professional entre 1991 i 2002.
En el seu palmarès destaca la medalla d'or aconseguida als Jocs Olímpics d'Atlanta de 1996 en la prova de persecució per equips, junt a Philippe Ermenault, Jean-Michel Monin i Francis Moreau. El 2000 es proclamà campió de França en ruta.

## Palmarès
- 1990
  - 1r a la Ronda de l'Oise
  - 1r a la Volta a Hessen
- 1991
  - Vencedor d'una etapa del Tour del Mediterrani
- 1995
  - Vencedor d'una etapa del Circuit de La Sarthe
  - Vencedor d'una etapa del Tour del Llemosí
- 1996
  -  Medalla d'or als Jocs Olímpics d'Atlanta en la prova de persecució per equips, junt a Philippe Ermenault, Jean-Michel Monin i Francis Moreau
  - Vencedor d'una etapa del Tour de l'Oise
  - Vencedor d'una etapa del Critèrium Internacional
- 1998
  - 1r al Premi del Calvari
  - Vencedor d'una etapa de la París-Niça
- 2000
  -  Campió de França de ciclisme en ruta

### Resultats al Tour de França
- 1993. 115è de la classificació general
- 1994. Abandona (14a etapa)
- 1995. Fora de control (15a etapa)
- 1996. Abandona (6a etapa)
- 1999. 115è de la classificació general
- 2001. 123è de la classificació general

### Resultats al Giro d'Itàlia
- 1992. 106è de la classificació general